# اولنا آنتونووا
اولنا آنتونووا (اوکراینی: Олена Анатольевна Антонова؛ زادهٔ ۱۶ ژوئن ۱۹۷۲) پرتاب‌گر دیسک زن اهل اوکراین بود.